# Acacia inamabilis
Acacia inamabilis é uma espécie de leguminosa do gênero Acacia, pertencente à família Fabaceae.